# Sing in Japanese
Sing in Japanese is de derde ep van de Amerikaanse punk- en coverband Me First and the Gimme Gimmes. Het album bevat covers van Japanse bands en artiesten en is ook gezongen in het Japans. Het is het tweede en laatste album uit de zogenoemde World EPs-serie van Me First and the Gimme Gimmes en werd uitgegeven op 13 september 2011 via Fat Wreck Chords.

## Nummers
1. "Hero" (Kai Band) - 2:33
2. "Kokoro No Tabi" (Tulip) - 2:12
3. "Kekkon Shiyoyo" (Takuro Yoshida) - 2:43
4. "C-C-C" (The Tigers) - 2:08
5. "22 Sai No Wakare" (Kaguyahime) - 2:17
6. "Linda Linda" (The Blue Hearts) - 4:02

## Band
- Spike Slawson - zang
- Chris Shiflett - gitaar
- Joey Cape - slaggitaar
- Fat Mike - basgitaar
- Dave Raun - drums